# District de Soc Son
Le district de Sóc Sơn (vietnamien : Sóc Sơn) est un district rural (Huyện) de la province de Hanoi dans la région du Delta du Fleuve Rouge au Viêt Nam.

## Présentation
Sóc Sơn faisait partie de la province de Hà Tây jusqu'à ce que celle-ci soit absorbée à Hanoi en 2008.
L'Aéroport international de Nội Bài est situé dans le district de Sóc Sơn.

## Galerie

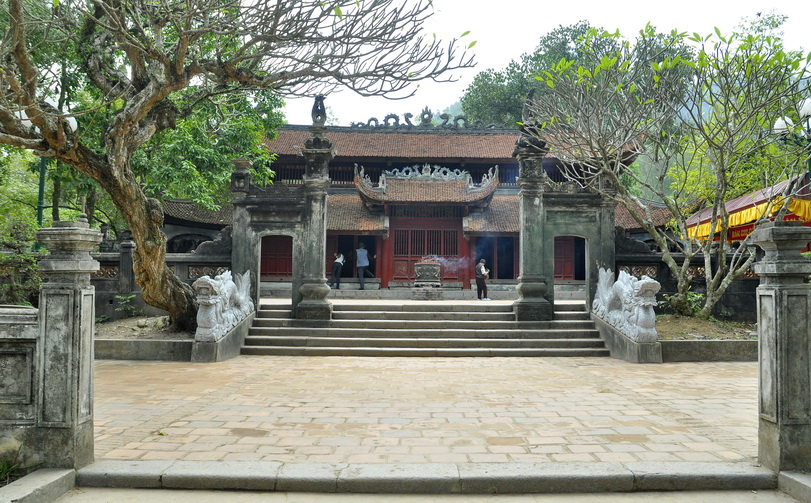
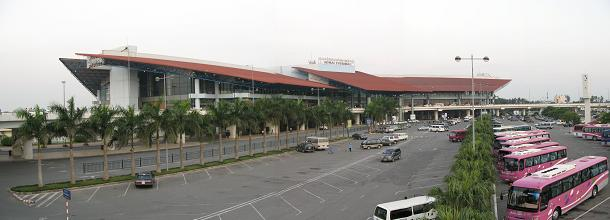
Aéroport de Nội Bài.
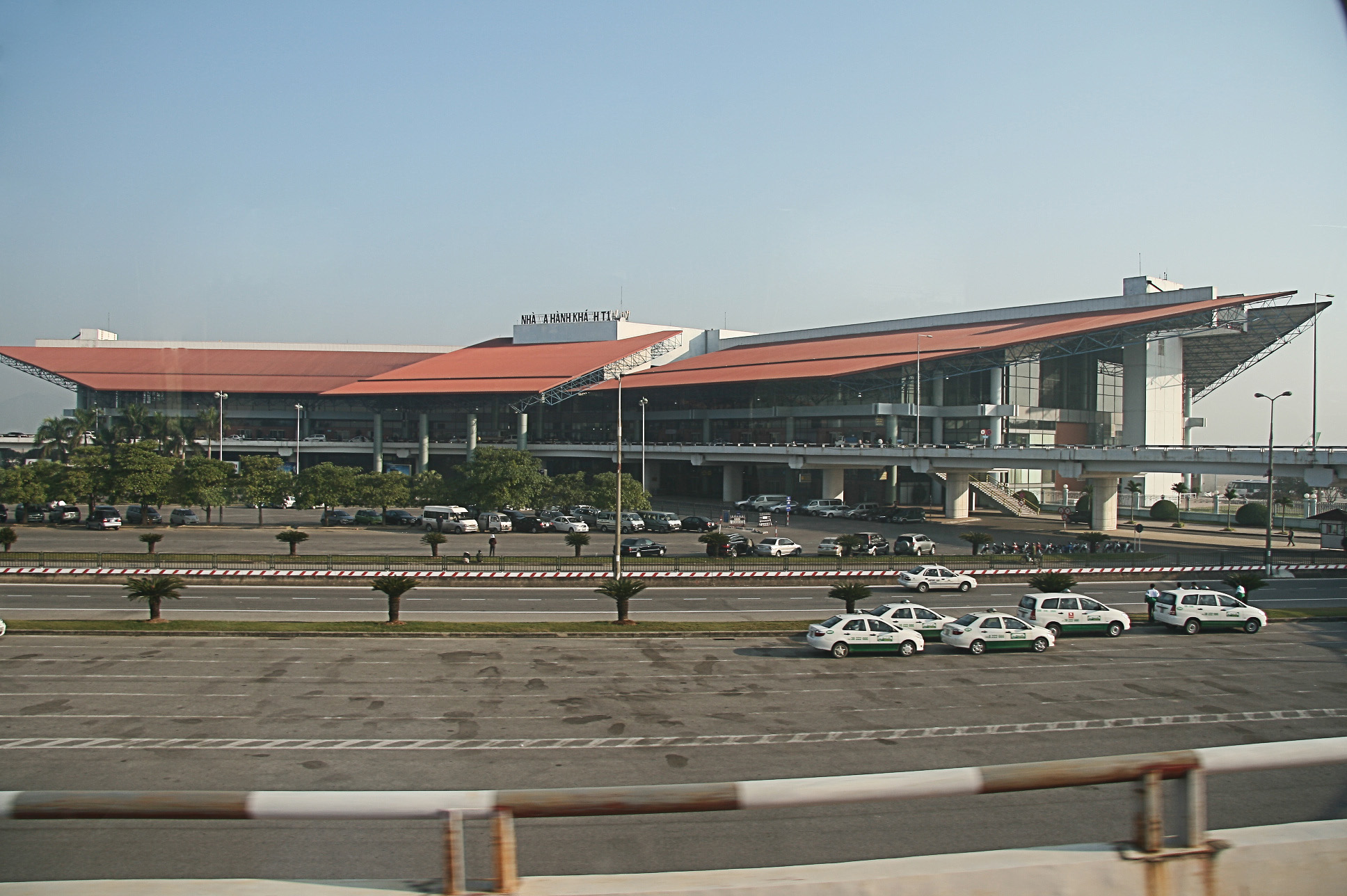
Aéroport de Nội Bài.